# UTP23
UTP23 (англ. UTP23, small subunit processome component) – білок, який кодується однойменним геном, розташованим у людей на 8-й хромосомі. Довжина поліпептидного ланцюга білка становить 249 амінокислот, а молекулярна маса — 28 402.
| 10         |  | 20         |  | 30         |  | 40         |  | 50         |
| ---------- |  | ---------- |  | ---------- |  | ---------- |  | ---------- |
| MKITRQKHAK |  | KHLGFFRNNF |  | GVREPYQILL |  | DGTFCQAALR |  | GRIQLREQLP |
| RYLMGETQLC |  | TTRCVLKELE |  | TLGKDLYGAK |  | LIAQKCQVRN |  | CPHFKNAVSG |
| SECLLSMVEE |  | GNPHHYFVAT |  | QDQNLSVKVK |  | KKPGVPLMFI |  | IQNTMVLDKP |
| SPKTIAFVKA |  | VESGQLVSVH |  | EKESIKHLKE |  | EQGLVKNTEQ |  | SRRKKRKKIS |
| GPNPLSCLKK |  | KKKAPDTQSS |  | ASEKKRKRKR |  | IRNRSNPKVL |  | SEKQNAEGE  |

A: Аланін

C: Цистеїн

D: Аспарагінова кислота

E: Глутамінова кислота

F: Фенілаланін

G: Гліцин

H: Гістидин

I: Ізолейцин

K: Лізин

L: Лейцин

M: Метіонін

N: Аспарагін

P: Пролін

Q: Глутамін

R: Аргінін

S: Серин

T: Треонін

V: Валін

Кодований геном білок за функцією належить до фосфопротеїнів. 
Задіяний у таких біологічних процесах, як процесинг рРНК, біогенез рибосом, альтернативний сплайсинг. 
Локалізований у ядрі.